# Катастрофа у Версальському весільному залі
Версальський весільний зал (івр. אולמי ורסאי‎‎), що у кварталі Тальпіот, Єрусалим, є місцем найбільшої цивільної катастрофи в сучасній історії Ізраїлю. О 22:43 24 травня 2001 року, під час весілля Керен та Асафа Дрора, значна частина третього поверху чотириповерхової будівлі завалилась. Як наслідок, при падінні через два поверхи загинули 23 людини, серед них 80-річний дідусь нареченого та його 3-річна троюрідна сестра, наймолодша жертва. Було поранено 380 людей включно з нареченою. У неї були важкі поранення тазу, що потребували хірургічної допомоги. Асафу пощастило уникнути серйозних пошкоджень. Він виніс Керен з-під завалів на руках.
Катастрофа шокувала суспільство Ізраїлю не лише тому, що це була найбільша будівельна катастрофа в історії країни, але й через те, що подію зафіксували на відеокамеру та показали по місцевому та міжнародному телебаченню.

## Спроби порятунку
Спроби порятунку проводились рятувально-пошуковим підрозділом командування тилу Ізраїлю та резервними підрозділами. Вони почались одразу після обвалу і тривали до 16:00 суботи 26 травня 2001 року. Елі Бір був першим ЕМТ на місці події і запустив ізраїльську систему допомоги при масових інцидентах. Трьох людей витягнули з-під завалів живими, дістали 23 тіла.

## Версальський закон
Після катастрофи Парламент Ізраїлю прийняв «Версальський закон». Цей закон запровадив спеціальний комітет, відповідальний за лікування людей, поранених у масових інцидентах. Крім того, було скликано офіційний комітет по розслідуванню на чолі з колишнім суддею Вардімосом Зейлером, який відповідав за безпеку громадських місць та будівель.
У жовтні 2004-го трьох власників Версальського залу — Авраама Аді, Урі Нісіма та Ефраїма Адіва було звинувачено у вбивстві та заподіянні шкоди через недбалість. Аді та Адів засуджені до 30 місяців за ґратами, Нісім — 4 місяців громадських робіт.
Весільний зал було повністю знесено і до 2007 року місце не використовувалось. Навпроти був меморіальний сад з іменами людей, вказаними на стіні.
У травні 2007, Елі Рон та три інженери, що брали участь у будівництві будівлі були ув'язнені на основі вердикту Єрусалимського окружного суду. Елі Рон отримав 4 роки, Шімон Кауфман і Ден Шеффер 22 місяці, Урі Пессах — 6  місяців.

## Вшанування пам'яті
Навпроти місця катастрофи є меморіальний парк, де на стіні викарбувано імена жертв. 

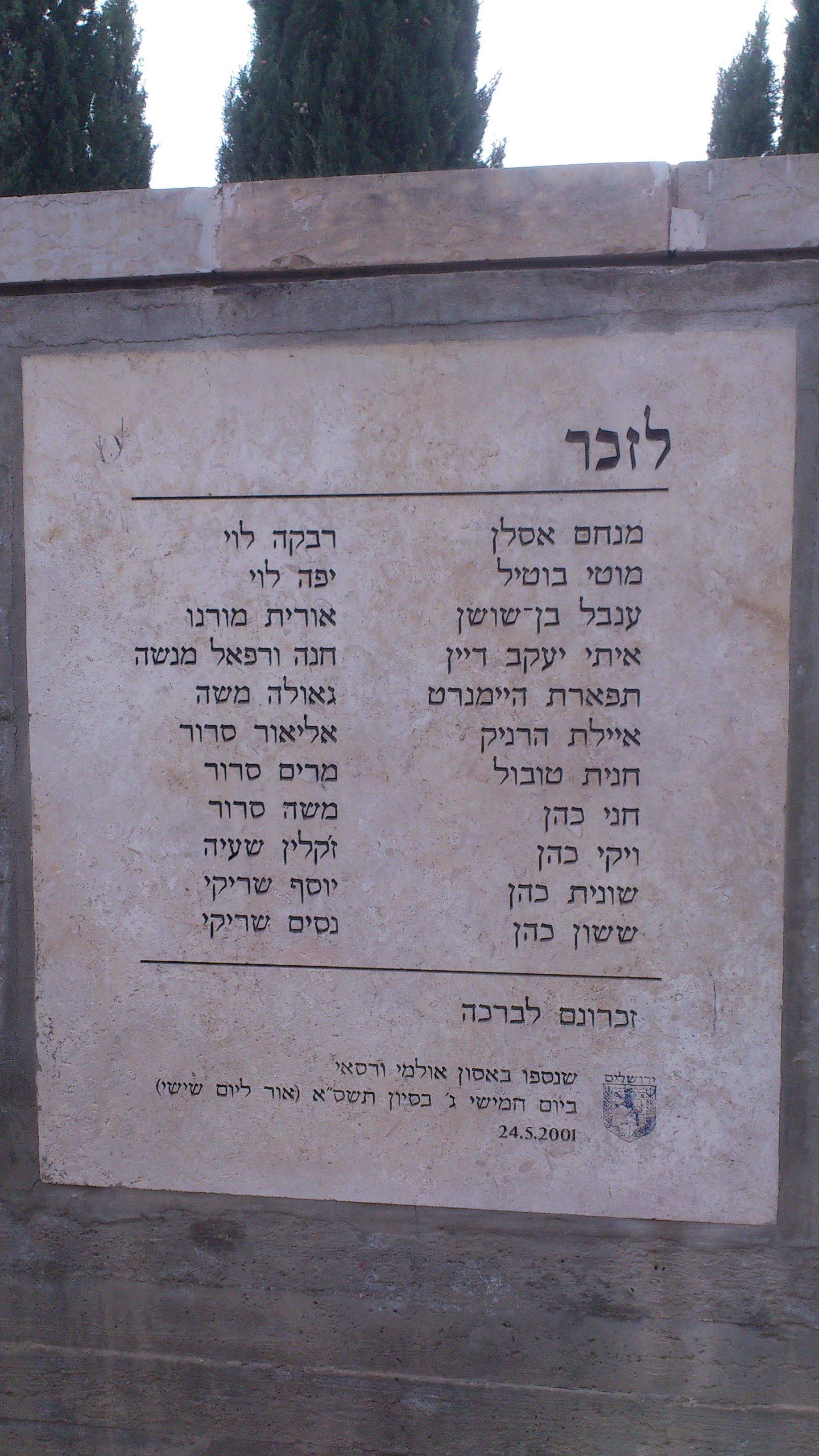
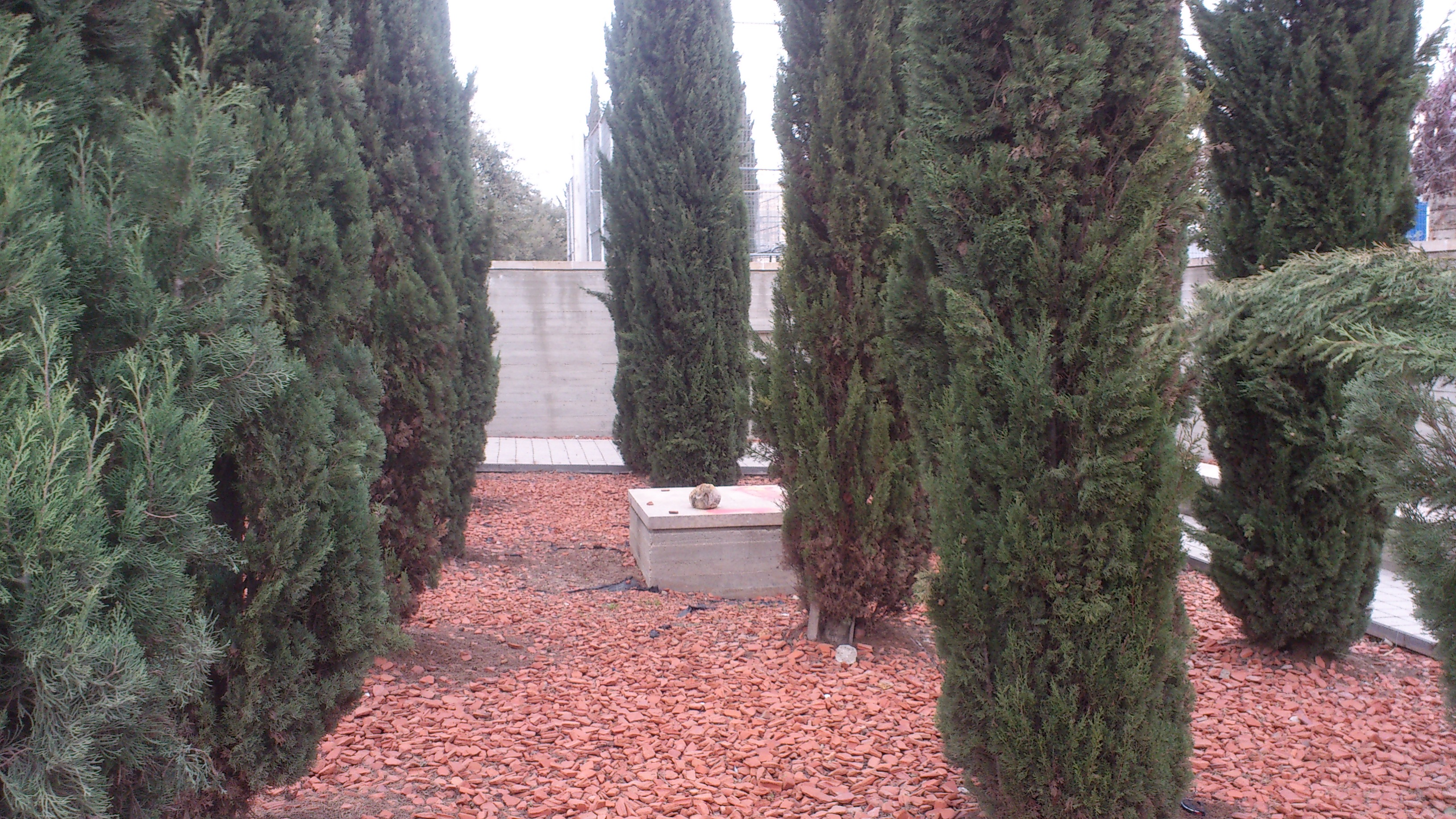
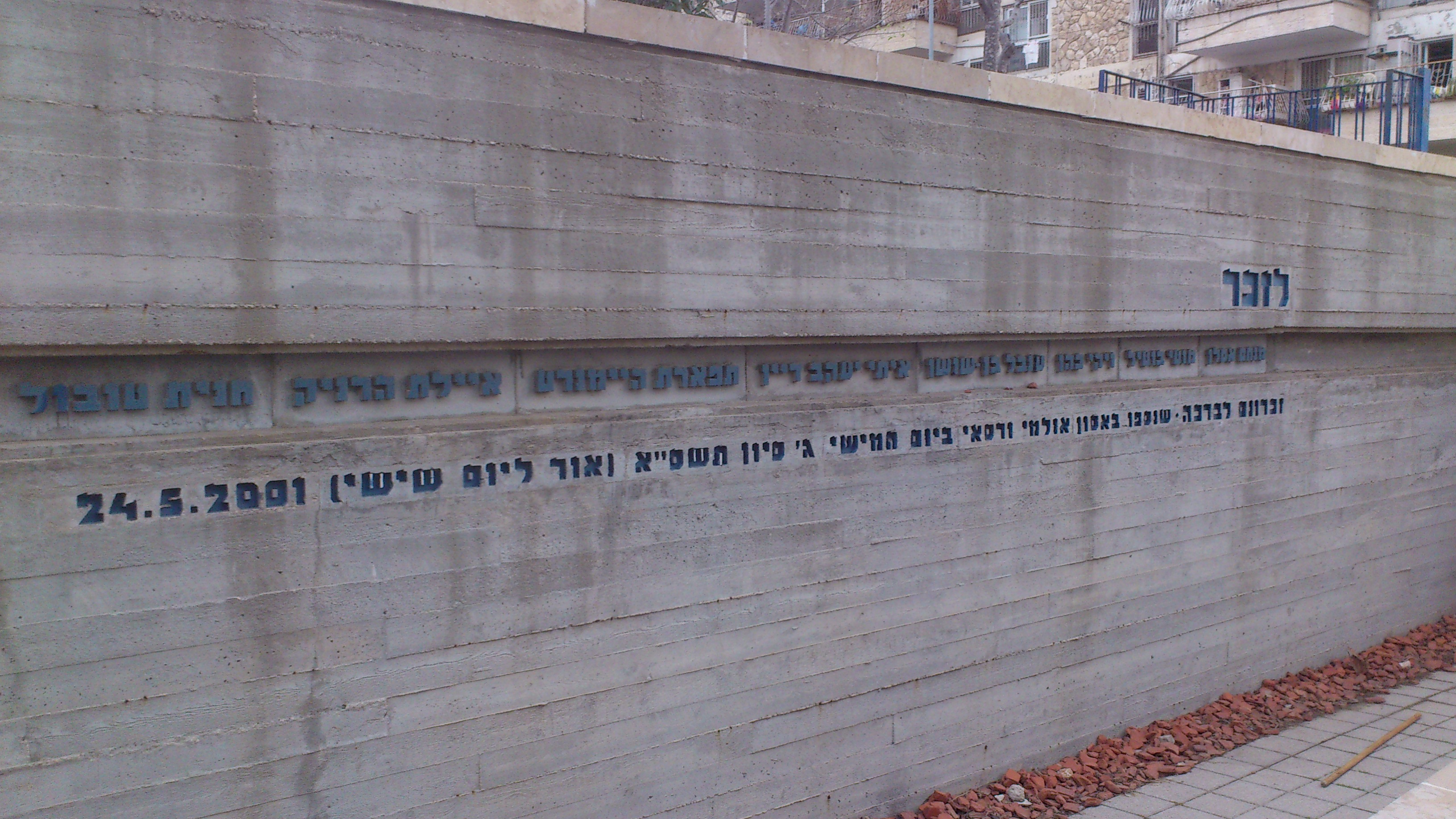
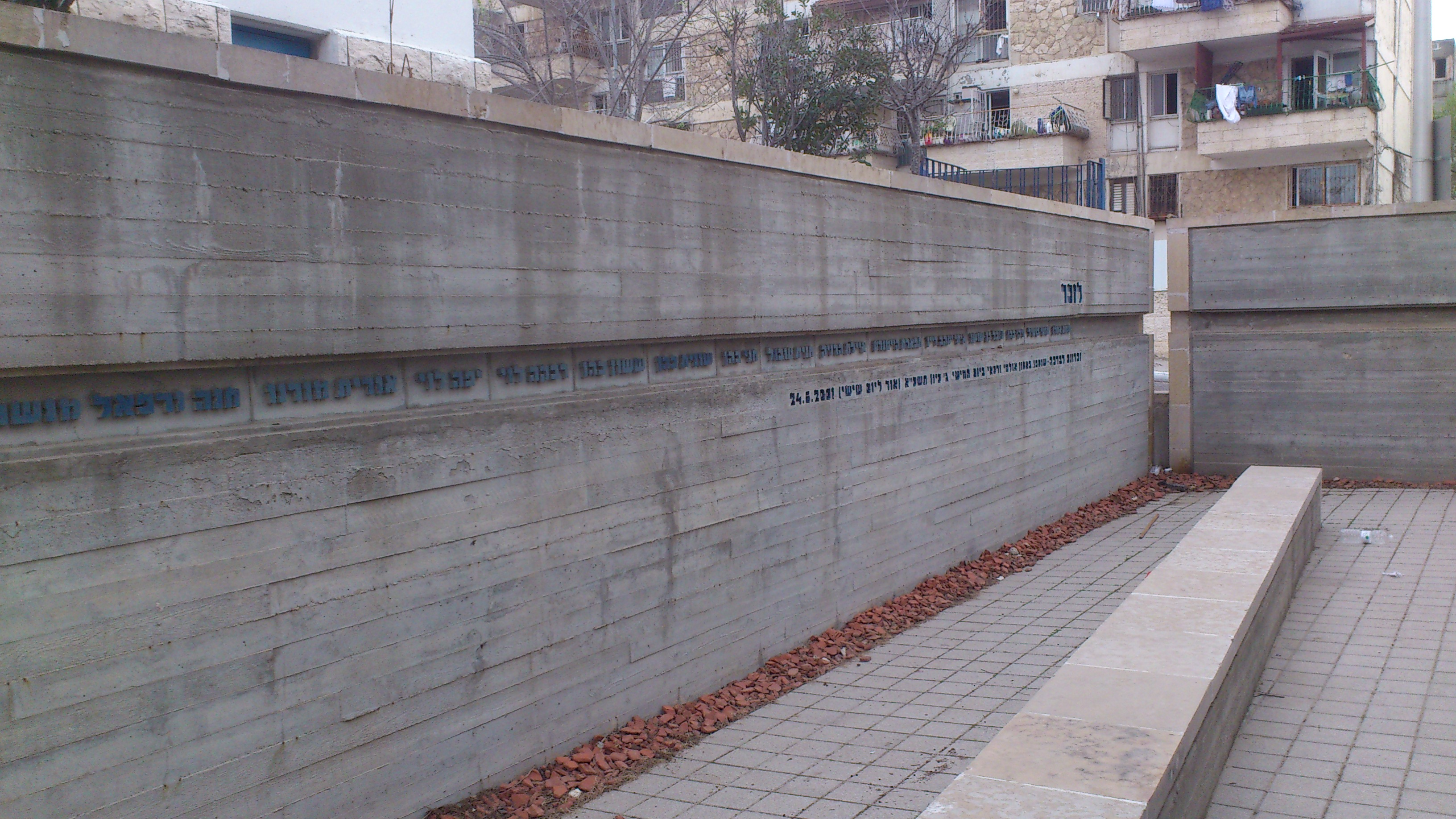
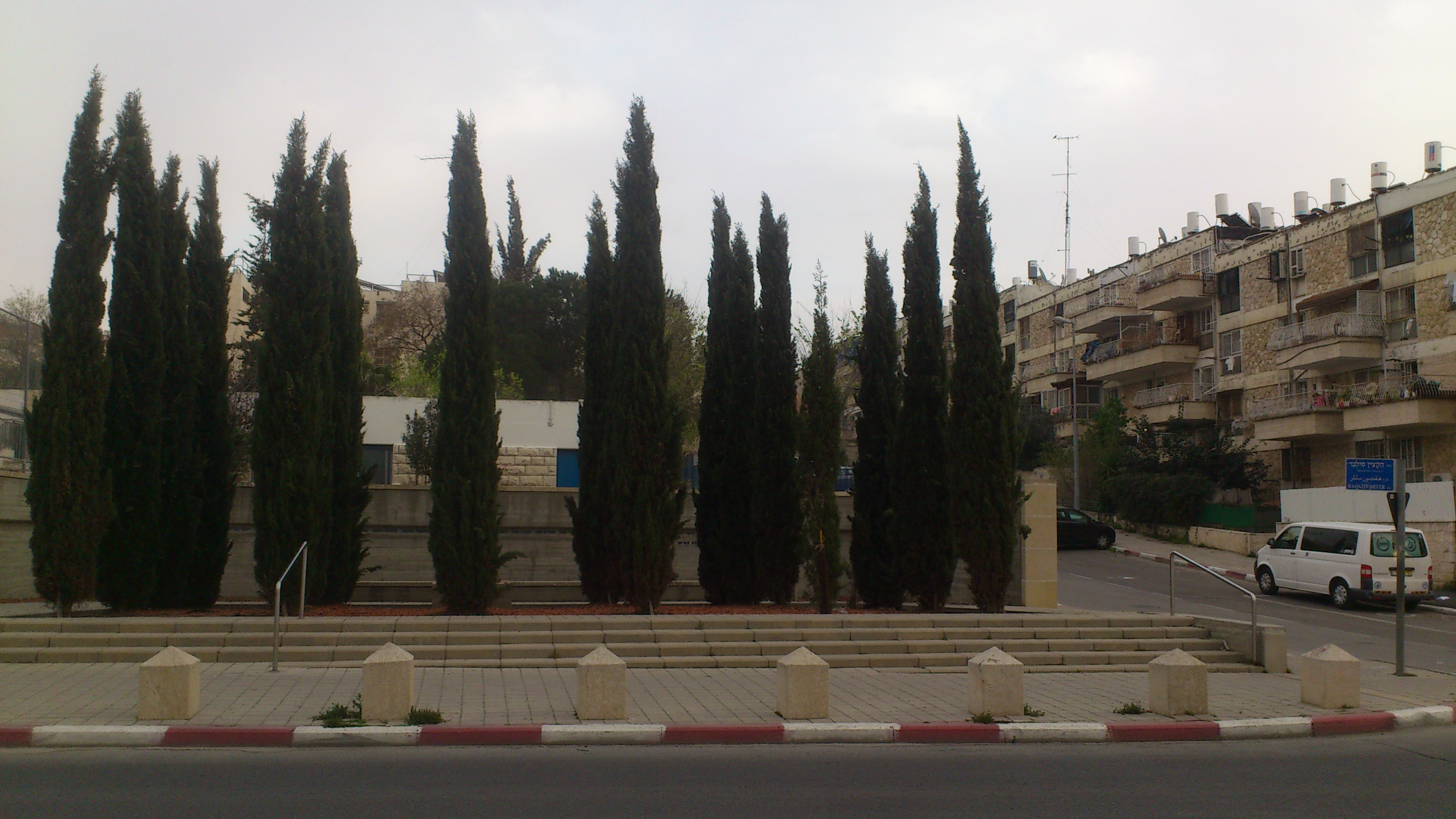